# Flip Men
Flip Men (Restauradores, en América Latina) es una serie de televisión  estadounidense (Spike TV) estrenada en los Estados Unidos el 25 de octubre de 2011.
La serie sigue a Mike Baird y Doug Clark, quienes trabajan como restauradores. Compran casas subastadas,
la remodelan por completo y la venden para obtener ganancias.
El 10 de enero de 2012, Electus autorizó a la serie para ser emitida internacionalmente.
En Argentina serie salió al aire por primera vez en UNO Medios en octubre de 2012.
En Argentina, la serie fue estrenada por Infinito en 2013.